# Ceramida luna
Ceramida luna är en skalbaggsart som beskrevs av Sánchez , Pérez, Cabrera, Romo, Cortázar, Pla och Ló. Ceramida luna ingår i släktet Ceramida och familjen Melolonthidae. Inga underarter finns listade.